# Consiglio regionale della Basilicata
Il Consiglio regionale della Basilicata è l'organo legislativo rappresentativo della Regione Basilicata. Istituito nel 1970, dall'ultimo rinnovo si compone di 20 membri più il presidente della regione. Ha sede nella città di Potenza.
Secondo quanto stabilito dallo statuto, il consiglio è l'organo legislativo della regione, ne indica l'indirizzo politico e programmatico e ne controlla l'attuazione. Esercita inoltre tutte le altre funzioni attribuitegli dalla Costituzione, dallo statuto stesso e dalle leggi.

## Presidenti
| Legislatura | Presidente              | Partito                                        | Periodo                             |
| ----------- | ----------------------- | ---------------------------------------------- | ----------------------------------- |
| I           | Michele Strazzella      | Partito Socialista Unificato                   | 7 giugno 1970 - 16 giugno 1975      |
| II          | Salvatore Peragine      | Partito Socialista Unificato                   | 6 luglio 1975 - 1º agosto 1975      |
| II          | Francescantonio Bardi   | Partito Socialista Unificato                   | 5 agosto 1975 - 2 agosto 1977       |
| II          | Giacomo Schettini       | Partito Comunista Italiano                     | 2 agosto 1977 - 17 luglio 1980      |
| III         | Vincenzo Verrastro      | Democrazia Cristiana                           | 18 luglio 1980 - 28 luglio 1980     |
| III         | Romualdo Coviello       | Democrazia Cristiana                           | 29 luglio 1980 - 7 agosto 1980      |
| III         | Giuseppe Guarino        | Democrazia Cristiana                           | 8 agosto 1980 - 17 giugno 1985      |
| IV          | Romualdo Coviello       | Democrazia Cristiana                           | 18 giugno 1985 - 18 maggio 1987     |
| IV          | Mario di Nubila         | Democrazia Cristiana                           | 19 maggio 1987 - 20 giugno 1990     |
| V           | Antonio Potenza         | Democrazia Cristiana Partito Popolare Italiano | 27 giugno 1990 - 7 giugno 1995      |
| VI          | Domenico Maroscia       | Federazione Laburista                          | 8 giugno 1995 - 22 dicembre 1997    |
| VI          | Angelo Minieri          | Partito Democratico della Sinistra             | 23 dicembre 1997 - 4 maggio 1998    |
| VI          | Giovanni Bulfaro        | Partito Popolare Italiano                      | 5 maggio 1998 - 5 giugno 2000       |
| VII         | Egidio Nicola Mitidieri | Partito Popolare Italiano                      | 6 giugno 2000 - 4 novembre 2002     |
| VII         | Aldo Michele Radice     | Italia dei Valori                              | 5 novembre 2002 - 1º dicembre 2003  |
| VII         | Vito De Filippo         | La Margherita                                  | 2 dicembre 2003 - 7 giugno 2005     |
| VIII        | Filippo Bubbico         | Democratici di Sinistra                        | 7 giugno 2005 - 7 giugno 2006       |
| VIII        | Maria Antezza           | Democratici di Sinistra Partito Democratico    | 7 giugno 2006 - 5 agosto 2008       |
| VIII        | Prospero De Franchi     | Popolari UDEUR                                 | 6 agosto 2008 - 11 maggio 2010      |
| IX          | Vincenzo Folino         | Partito Democratico                            | 12 maggio 2010 – 25 febbraio 2013   |
| IX          | Vincenzo Santochirico   | Partito Democratico                            | 26 febbraio 2013 - 17 novembre 2013 |
| X           | Piero Lacorazza         | Partito Democratico                            | 18 novembre 2013 - 10 maggio 2016   |
| X           | Francesco Mollica       | Unione di Centro                               | 10 maggio 2016 - 8 aprile 2018      |
| X           | Vito Santarsiero        | Partito Democratico                            | 9 aprile 2018 - 5 maggio 2019       |
| XI          | Carmine Cicala          | Lega Fratelli d'Italia                         | 6 maggio 2019 - 4 luglio 2024       |
| XII         | Marcello Pittella       | Azione                                         | dal 5 luglio 2024                   |

## Organi istituzionali

### XII legislatura (2024-)

#### Gruppi consiliari
| Gruppi consiliari | Gruppi consiliari       | Seggi |
| ----------------- | ----------------------- | ----- |
|                   | Forza Italia            | 3     |
|                   | Fratelli d'Italia       | 4     |
|                   | Lega Salvini Basilicata | 2     |
|                   | Azione                  | 2     |
|                   | Orgoglio Lucano         | 1     |
|                   | TOTALE MAGGIORANZA      | 13    |
|                   | Partito Democratico     | 3     |
|                   | Movimento 5 Stelle      | 2     |
|                   | Basilicata Casa Comune  | 2     |
|                   | Alleanza Verdi-Sinistra | 1     |
|                   | TOTALE OPPOSIZIONE      | 8     |

#### Composizione
| Consigliere | Consigliere                 | Lista             | Preferenze | Circoscrizione                                | Note                                               |
| ----------- | --------------------------- | ----------------- | ---------- | --------------------------------------------- | -------------------------------------------------- |
|             | Vito Bardi                  | Forza Italia      | -          | Eletto come presidente della Giunta regionale |                                                    |
|             | Fernando Picerno            | Forza Italia      | 2.774      | Potenza                                       | Subentrato a Francesco Cupparo, nominato assessore |
|             | Gianuario Aliandro          | Forza Italia      | 3.045      | Potenza                                       | Segretario del Consiglio Regionale                 |
|             | Michele Casino              | Forza Italia      | 2.853      | Matera                                        |                                                    |
|             | Alessandro Galella          | Fratelli d'Italia | 4.050      | Potenza                                       | Subentrato a Carmine Cicala, nominato assessore    |
|             | Maddalena Fazzari           | Fratelli d'Italia | 4.782      | Potenza                                       | Vicepresidente del Consiglio Regionale             |
|             | Michele Napoli              | Fratelli d'Italia | 4.319      | Potenza                                       |                                                    |
|             | Rocco Leone                 | Fratelli d'Italia | 3.116      | Matera                                        | Subentrato a Cosimo Latronico, nominato assessore  |
|             | Francesco Fanelli           | Lega              | 4.311      | Potenza                                       | Subentrato a Pasquale Pepe, nominato assessore     |
|             | Domenico Raffaele Tataranno | Lega              | 2.294      | Matera                                        |                                                    |
|             | Marcello Pittella           | Azione            | 7.157      | Potenza                                       | Presidente del Consiglio Regionale                 |
|             | Nicola Morea                | Azione            | 2.722      | Matera                                        |                                                    |
|             | Mario Polese                | Orgoglio Lucano   | 3.492      | Potenza                                       |                                                    |

| Consigliere | Consigliere        | Lista                   | Preferenze | Circoscrizione                  | Note                                   |
| ----------- | ------------------ | ----------------------- | ---------- | ------------------------------- | -------------------------------------- |
|             | Piero Marrese      | Partito Democratico     | -          | Candidato presidente non eletto |                                        |
|             | Piero Lacorazza    | Partito Democratico     | 4.707      | Potenza                         |                                        |
|             | Roberto Cifarelli  | Partito Democratico     | 4.967      | Matera                          |                                        |
|             | Alessia Araneo     | Movimento 5 Stelle      | 3.254      | Potenza                         |                                        |
|             | Viviana Verri      | Movimento 5 Stelle      | 2.161      | Matera                          | Segretario del Consiglio Regionale     |
|             | Angelo Chiorazzo   | Basilicata Casa Comune  | 7.284      | Potenza                         | Vicepresidente del Consiglio Regionale |
|             | Giovanni Vizziello | Basilicata Casa Comune  | 2.419      | Matera                          |                                        |
|             | Antonio Bochicchio | Alleanza Verdi-Sinistra | 1.843      | Potenza                         |                                        |